# Ayía Eléni Troizínos
Ayía Eléni Troizínos (Agia Eleni Troizinos) är en ort i Grekland.   Den ligger i prefekturen Nomós Piraiós och regionen Attika, i den sydöstra delen av landet, 70 km sydväst om huvudstaden Aten. Ayía Eléni Troizínos ligger 347 meter över havet och antalet invånare är 159.
Terrängen runt Ayía Eléni Troizínos är kuperad åt sydväst, men åt nordost är den bergig.  Närmaste större samhälle är Kranídi, 19,4 km söder om Ayía Eléni Troizínos. 